# America (motorfiets)
America was een Amerikaans motorfietsmerk uit het begin van de twintigste eeuw dat met de overproductie van blokken en framedelen van Thor eigen motorfietsen samenstelde.
Thor, dat aanvankelijk nog "Aurora Automatic Machine and Tool Company" heette, produceerde eigenlijk alleen motorfietsonderdelen, waaronder de motorblokken voor Indian. De overproductie van de Indian-blokken mocht AMC verkopen maar men mocht geen complete motorfietsen produceren. Uiteindelijk ging men toch zelf motorfietsen maken, maar ze werden als "bouwpakket" ook verkocht aan dealers. Vanaf dat moment leverden verschillende dealers Thor-motorfietsen die ze zelf in elkaar gezet hadden. Dat deed het bedrijf "America" ook, maar de America-motorfietsen hadden aanvankelijk een autostuurwiel. Waarschijnlijk eindigde het bestaan van America in 1907, toen Thor een eigen dealernetwerk opzette en ook eigen motoren ontwikkelde.